# 究極!!変態仮面
『究極!!変態仮面』（きゅうきょく へんたいかめん）は、あんど慶周による日本のギャグ漫画。集英社『週刊少年ジャンプ』に1992年42号より1993年46号まで連載された。
のち、2014年に特別編『HENTAI KAMEN EX』が『画楽.mag』2号から5号まで連載された。

## あらすじ
拳法部のエースであり、正義感溢れる少年である私立紅優高校の生徒・色丞狂介には、とても人には言えない、ある秘密があった。
彼は頭にパンティを被ると、殉職した刑事の父の正義の血と、SM嬢の母の変態の血が同時に発動し、超人パワーを持つ正義の味方「変態仮面」へと変身するのであった。意中のクラスメート・姫野愛子のパンティを思いがけず入手した狂介は、冴え渡る数々の変態必殺秘技を駆使し、今日も悪人たちを懲らしめる。

## 変態仮面
狂介がパンティを被ることで変身する異形のヒーロー。「フオオオオオオオオッ!!」と雄叫びを上げながら、同時にブーメランパンツと網タイツ以外の衣服を脱ぎ捨て、パンツの両脇を伸ばして交差させるように肩に通すことで変身は完了する。変身動作において「気分はエクスタシー!!」「クロスアウッ!（Cloth out＝脱衣）」と叫ぶ。パンティの他にもブルマやアンダースコート、水着などでも変身は可能で、バレエのチュチュで変身してエリマキトカゲ状態で登場したこともある。
股間は無理に伸ばしたブーメランパンツによって、ちまきやいなりずしのように強調されており、寿司屋の夫婦喧嘩の仲裁エピソードで股間（陰嚢）を触られた際に「それは私のおいなりさんだ」と登場して以降は、犯人が何かしらの物に擬態した変態仮面の股間に触れた後、前述の決め台詞と共に登場するのが恒例となっている。
さらに、肩まで無理に伸ばしたブーメランパンツには、その滑稽な形により相手を笑わせて戦意喪失に持ち込むと同時に、しめつけが変態仮面への刺激となり、やる気を起こさせる作用がある（文庫版第1巻より）。
人間は通常、潜在能力の30パーセント程度しか力を発揮することができないが、変態仮面はパンティを被ることによって力を100パーセント発揮することができる。父親譲りの正義の血と母親譲りの変態の血が、悪に怯むことなく立ち向かわせる。身体能力は非常に高く、その場に落ちているロープで犯人を亀甲縛りにしたり、蝋燭で攻撃したりとSMを活かした多彩な技を使いこなす。基本的な決め技は、顔に自分の股間を押し付けるなどの精神的ダメージを与える技であり、その際にじわじわと恐怖心を与えたり、「Welcome（ようこそ）」と言いながら自身の股間に誘導することが多い。この正義の裁きは非情であり、犯人がいかに命乞いをしようとも見逃すことなく執行される。ほとんどの場合、圧倒的な実力で悪人にお仕置きをするが、純粋に変態仮面の能力を超える腕力の持ち主の単純な力技や、ナイフ投げなどの特殊な技能を持った悪人に苦戦する場面もある。
発揮する力の大きさはパンティの持ち主の外見・年齢などに左右され、劇中では愛子や春夏のパンティが変態仮面の強さを最大限に引き出している反面、肉親の物では興奮するだけで変態仮面に変化できない（ナレーションの説明によると「肉親のものではイマイチノらない」とのこと）。モチベーションによっては変身前に受けた捻挫・打撲などの負傷もある程度治癒することができるが、発揮する力が大きいほど肉体的負担も大きく、場合によっては変身解除と同時にミイラのごとく痩せこけてしまうことも少なくない。その反動として異常に腹が減り、普通の人間では信じられないほどの大食いになる。持ち主の特技をコピー、また意識を集中させることで「パンティ媒介」により持ち主の記憶とシンクロする能力を発揮したこともある。パンティの効果は狂介自身の思い込み、モチベーションによっても左右されるらしく、履いた持ち主のいないパンティでも変身可能であり（映画では未使用品だと変身できない設定にされている）、仮に醜女や老婆、オカマのパンティであってもその力は発揮できるが、その場合持ち主の正体を知った途端に狂介自身がショックを受け、変態仮面としての力も大幅にパワーダウンしてしまう。
なお、読切版のうち「誕生編」ではブーメランパンツを伸ばした際の形状が連載版・他の読切とは異なっており、文庫版4巻収録の書下ろし4コマでは連載版・読切2作のものをスタンダードVフォーム、「誕生編」のものをスクリューフォームと称している（同4コマでは本編未公開のアルティメットフォームも登場）。

## 登場人物

### 色丞家
色丞 狂介（しきじょう きょうすけ）
演 - 鈴木亮平
本作品の主人公。紅優高校の1年生で拳法部に所属する少年。父親ゆずりの正義感を持ち、拳法の腕前もかなりのものである。しかし、意中の相手である愛子と親密になっていると、執事の世羽から妨害を受けたり、猿渡や亀山をはじめとする拳法部部員から反感を抱かれ、張り倒されることも少なくない。
銀行強盗の仲間に化けて犯人を捕まえようとした際、マスクと間違って女性用パンティを被ってしまったことがきっかけで正義のヒーロー・変態仮面に目覚める。最初はそのことに戸惑いを憶えていたものの、後には正義のために自ら変身するようになり、変身の反動に耐えられるように特訓を重ねたことで身体能力のみならず、繰り出す変態秘奥義にもますます磨きがかかることになる。
8年後には父親と同じく刑事の職に就き、四季春夏からの猛烈な押しに負けて結婚。一児の父親となり、春夏を妻として愛し、愛子とも変わらぬ友人付き合いをしていた。変態仮面としての活動も続けているが、結果的に自分達警察の面目を潰してしまうことに困っている。
変態仮面（へんたいかめん）
狂介が顔面にパンティを被り、覚醒した姿。詳細は変態仮面の節を参照。
色丞 魔喜（しきじょう まき）
演 - 片瀬那奈
狂介の母。物語開始時点では37歳。ブティック「キャンドル」を経営する傍ら、SM嬢のアルバイト（ただし、「女王様」としての責め専門）をしている。年齢を感じさせないかなりの美人であるが、変態的な性格の持ち主でもある。
商売柄顔が広く、出かけた先でよくSMクラブの常連客と鉢合わせする。また鞭や縄などをはじめとするSM道具の扱いに長け、縄を相手に投げた次の瞬間既に亀甲縛りをしているなど、その腕前は神業の域に達している。旧姓は佐戸川（さどがわ）。
色丞 張男（しきじょう はりお）
演 - 池田成志
狂介の父。SMクラブ「ソドム」にガサ入れした時に出会った魔喜と互いに一目惚れして結婚したが、狂介が6歳の頃に殉職した。生前は正義感溢れる刑事で、デートの時によく観に行った映画は『ダンディハリー』。職務外でも44マグナムを持ち歩き、何かと発砲する危険な一面を併せ持っていた。
色丞 狂太郎（しきじょうきょうたろう）
狂介と春夏の間に生まれた息子。父同様にパンティが被さると変態仮面Jr.に覚醒する。父と異なり母親（肉親）のパンティでも変身可能。

### 姫野家
姫野 愛子（ひめの あいこ）
演 - 清水富美加
大財閥・姫野グループの総帥の一人娘。紅優高校拳法部のマネージャー。不良の恐喝から救ってくれた狂介および銀行強盗を成敗した変態仮面に好意を抱いている。事件に巻き込まれて危険な目に遭うことが多い。箱入り娘である影響から、変態仮面の変態技を見ると気絶することが多い。生粋のお嬢様ゆえに家事などはやったことがなく、まったくの苦手。少々天然の気もある。
人目を引く容姿もさることながら性格も非常に優しく、自分がお嬢様であるということを鼻にかけたりせず、誰に対しても好意的に接する。そのため男女を問わない人気者。狂介とは両想いだったが、結局成就することは無く、後に姫野グループ総裁となるために帝王学を学びにフランスへ留学する。
文庫版5巻の書下ろしエピソードでは狂介と結ばれなかった理由付けがされ、愛子は小学5年生の頃にアメリカに移住して以来現地の高校に通っていたが、親の仕事の都合で半年間だけ再来日していた身の上であり、約束の半年が経ちアメリカの高校に復学したことが描写された。
世羽（せわ）
姫野家の執事をしている老人。小柄で眼鏡をかけている。愛子からは「じい」と呼ばれている。愛子に悪い虫がつかないよう愛子の父親から厳命されており、愛子の交友関係などには口うるさい。狂介に対しては敵意むき出しで接するが、それはあくまで職務に忠実なためである。愛子が危険に巻き込まれやすいことを理解しており、愛子に護衛つきのリムジンで登下校するように懇願しているが、普通の生活を送りたい愛子に断られ続けている。
ゴルゴ
姫野家の番犬。犬種はドーベルマン。愛子に近づく者を容赦無く攻撃するよう調教されているが、狂介＝変態仮面の攻撃に打ちのめされて以降、狂介を見ると怯えるようになった。
姫野 王権（ひめの おうけん）
愛子の父親で姫野グループ総裁。文庫版5巻の描き下ろしエピソードに登場する。娘を溺愛するほどの親馬鹿で、かなり度が過ぎている。娘の交友関係にまで口を出していたことで、実は「娘に悪い虫がつかないように」という名目のもと、娘に相応しくない者たちを徹底的かつ容赦なく排除するよう世羽に厳命した張本人であり、身勝手さが目立つ。
姫野 后（ひめの きさき）
愛子の母親。夫・王権とともに文庫版5巻の描き下ろしエピソードに登場。夫とは逆に愛子のよき理解者なのだが、非常に特徴的なヘアセットを施している。

### 四季家
四季 春夏（シキ シュンカ）
紅優高校に転校してきた中国人の少女。代々伝わる拳法である「四季流必殺奥義御色拳（しきりゅうひっさつおうぎ・おいろけん）」は、男を惑わすことを極意としており、スカートをめくってTバックを見せて敵の意表を突く「悩殺的茶罰苦（のうさつてきティーバック）」や、腹痛が起こったふりをして相手が心配して駆け寄ってきたところを不意打ちする「誘惑的腹痛（ゆうわくのふくつう）」など、色気を活かして敵の隙を作り、そこを突いて相手を倒す技である。反面、「男の色香」にはめっぽう弱く、瞬時に脱力してしまうほどである。股間を目の当たりにした狂介と変態仮面の両者に敗れたため、「女系の者は自分を倒した男と結婚しなければならない」という家訓から、「許嫁」として狂介宅に押し掛け生活を送るが、狂介と変態仮面が同一人物であることに気付いていない。非常に不器用であり、料理スキルや芸術面での才能は弟に完全に負けている。
8年後には狂介と同じく刑事の職に就くと共に、猛烈な押しで狂介と結婚し一児の母親となった。結婚後は家事のスキルも努力の甲斐あってそれなりに向上している。狂介が変態仮面であることにはいまだ気付いておらず、Jr.が息子の狂太郎であることも知らない。
四季 秋冬（シキ シュウトウ）
紅優高校に転校してきた中国人の少年で拳法の達人。春夏とは双子の弟である。真面目であり、物静かで優しい性格の持ち主だが、非道な行為については怒りの感情を示す。中国武闘家選手権ジュニア第一位の実力者だが、拳法部の主将・早乙女との一対一の勝負で負けて以来、男色家で自分にアプローチする彼を苦手としている。狂介とは仲が良く、大会に向けての練習相手も狂介となることが多い。姉と違って手先が器用で料理・絵画と何でもこなす。春夏が何かの成果で褒められると、それは自分の手がけたものと打ち明けるが、毎回姉から制裁を受ける。
8年後の後日談では既に両親と共に中国に帰国しており、拳法と中華料理の修業に勤しむことになる。
四季 華蓮打（シキ カレンダ）
春夏と秋冬の母親。春夏以上の御色拳の使い手。子供たちのことが気がかりで夫の暦と共に来日した。変態仮面の人間離れした戦闘力にほれ込み、春夏を変態仮面と結婚させようとしている（狂介と変態仮面が同一人物であることは知らない）。ブルース・リーの大ファンで、顔がそっくりの部留臼を相手に勘違いして恐縮するほど。
四季 暦（シキ レキ）
春夏と秋冬の父親で中国屈指の拳法の達人。子供たちのことが気がかりで妻の華蓮打と共に来日した。日本に滞在中は拳法を使った喫茶店を営んでいる。

### 紅優高校関係者

#### 拳法部
早乙女（さおとめ）
紅優高校拳法部の主将。弁髪にどじょう髭で筋肉質の風貌を持つ男色家である。眉毛に見えるほどの長くて濃いまつ毛を持ち、手癖も非常に悪く、狂介や秋冬に妖しい視線を注ぐ。自分より明らかに強い相手には怖気づいたり、狂介や副将の石田を売り渡してしまおうとするなど現金な面もあるが、基本的には主将を務めるだけあって拳法に対する姿勢は真面目かつ真摯。実力も本物であり、その腕前は狂介より上である。
8年後には「セーラ」の源氏名でゲイバーに就職。秋冬が中国に帰っていたことを知ると、その居所を聞き出そうと躍起になっていた。
石田（いしだ）
紅優高校拳法部の副将。登場人物中数少ない常識人。そのため早乙女の手癖の悪さを目の当たりにする度に「主将…」と頭を抱えて嘆いている。
8年後には旅行代理店に就職し営業マンとなっている。
山崎 里美（やまざき さとみ）
紅優高校拳法部のマネージャー。銭湯「山ノ湯」の娘で、叔母は旅館の経営者である。さばさばした性格で、銭湯の手伝いをしていることから男の裸を見ても動じない。幼なじみであった愛子を拳法部のマネージャーに誘った。愛子の一番の理解者で、ことあるごとに愛子と狂介の仲を取り持とうと尽力するも、タイミングの悪さや春夏の熱烈なアプローチ、世羽の執拗な妨害のせいで最終的には叶わなかった。
決して可愛くないわけではないが、愛子の引き立てとして狂言回しをさせられるなど、損な役回りを与えられていることが多く、愛子に鼻の下を伸ばす猿渡や亀山をはじめとする拳法部部員に何らかの指摘をし、彼らから土下座をされている。
8年後は実家の銭湯を手伝い、主に番台を務めており、周囲が結婚している中で自分が男縁がないことにぼやいている。
猿渡 綱吉（さるわたり つなよし）、亀山（かめやま）
共に紅優高校拳法部の部員で、狂介の友人。2人共、美少女の愛子や春夏に鼻の下を伸ばすことが多く、他の部員たちと共に彼女たちと親しげな狂介に嫉妬することが多い。猿渡の実家は寿司屋を経営している。
8年後には狂介と春夏同様、警察官になっていた。活躍している変態仮面に感謝している反面、やはり外見的に猥褻罪に該当する変態仮面を逮捕することを目標としている。
部留臼 裏異（ぶるうす りい）
紅優高校拳法部の顧問。容姿はブルース・リーに似ており、よく間違えられる。事故で入院していたため登場は中盤からであり、出番自体も少ない。

#### その他の関係者
出来留 学（できる まなぶ）
狂介のクラスメイト。勉学に秀でた天才高校生で、説明的な口調や「言うまでもない」の口癖が特徴。実家は多額の借金を背負っていたが、狂介の協力で無事返済できた。
晩 創子（ばん そうこ）
紅優高校に赴任した保健の先生。変態仮面に密かに憧れている。
大金 玉男（おおがね たまお）
演 - ムロツヨシ
紅優高校空手部の主将。大金財閥の一人息子。空手の段を金で買い取り、学校の教頭を買収した。四季春夏・秋冬姉弟を日本に呼び寄せたのも彼である。名前を「だいきんたまおとこ」と読まれることを物凄く嫌っている。
紅優高校理事長の娘（ただし物凄い不美人）・一色 たえ（いっしき たえ）に惚れられており、強引にマネージャーとして身の回りに纏わりつかれ世話をされている。愛子に一目惚れし、拳法部を廃部に追い込み、愛子を恋人兼マネージャーとして引き入れようとするがことごとく失敗し、変態仮面からも制裁を受けた。その後、空手部は廃部となる。
下記の特別編『HENTAI KAMEN EX』に登場する大金玉八郎とは名字が同じだが、関係性は不明。
天狗丸（てんぐまる）
天狗流忍者の末裔。拳法部合宿先の山奥に住みついている。天狗のお面を被って山に入ってきた人々を襲っていた。愛子を「女神様」と一目惚れし連れ去るも、変態仮面に成敗される。以降も度々拳法部にちょっかいを出すが返り討ちにされ、最終的には変態仮面を師匠と仰ぐまでになり、変態仮面からも認められて紅優高校の生徒ではないものの拳法部の部員扱いとなった。なお、山に入ってきた人々を襲っていたのは「自分の縄張りに入ってきた奴らを懲らしめただけ」と彼なりの言い分もある。
狂介や愛子と同い年ではあるが、長い間人里離れて暮らしており、まともな教育も受けていないため一般常識に著しく欠けており、小学生レベルの計算もできないなど頭も非常に悪く、無知ゆえの天然ボケな面もある。精神年齢的にはまだまだ幼く、根は非常に純粋で決して悪い人間ではない。
文庫版5巻の書下ろしエピソード『究極!!変態仮面外伝 TENGUMAN』では、20歳になった天狗丸が「テングマン」として、変態仮面と同様に悪と戦う姿が描かれている。
大金 玉八郎（おおがね たまはちろう）
特別編『HENTAI KAMEN EX』に登場する。
大金重工の一人息子。名前の読み方を変えると「だいきんたまやろう」になる。幼い頃からずっと周囲から陰口を叩かれながら孤独に生きてきたために自身の悪口には非常に敏感な性格。
校内のあらゆる場所に監視カメラを仕掛けて校内全体を、ネットの掲示板やSNSで全校生徒および教師たちを監視していた。そして、「正義の執行」と称してテストの答案用紙を盗んだ総合格闘技同好会所属の引孫（ひくそん）や陰で女子生徒にセクハラ行為を働く教師の外柴（そとしば）を変態仮面に仕立て上げ、ネットの掲示板やSNSで自分の陰口を叩いた生徒たちに制裁を加えるよう脅迫したが、いずれも本物の変態仮面によって失敗に終わり、変態仮面を目の敵にする。
遂には学校に提供した重機・ゲンバオリオン初号機を暴走させ、変態仮面抹殺を企てるが、変態仮面によって重機を止められた上で自身が一連の事件の黒幕であることが露見する。最終的には本心を打ち明けて改心するものの、結局変態仮面からお仕置きを受け、屋上に吊し上げられた。
上記の大金玉男とは名字が同じで、近日中に転校してくる帰国子女のいとこが空手部を新設するらしいが、関係性は不明。
脇野 新（わきの あらた）
後述の『帰ってきた変態仮面』に登場する。
なかなか可愛い容姿をしている上、気弱なところがあり、電車痴漢に目を付けられてしまう。3日連続で触られてしまった末にたまりかねて狂介に相談を持ち掛ける。
花神 かぐや（はながみ かぐや）
後述の『HENTAI KAMEN S -ヘンタイカメン セカンド』に登場する。
外見は可愛いが、嗅覚が鋭い匂いフェチで、中学時代に意中の男子の体操着の匂いを嗅いでいる所を見られ変態扱いされてしまった。狂介の匂いに惹かれ、拳法部のマネージャーにつく。

### その他
集英会（しゅうえいかい）
暴力団。登場するたびに悪さを働くが、毎回変態仮面にお仕置きされる。
当初は兄貴分の秀（ひで）、弟分の政（まさ）だけだったが、後の話には集英会の親分、麻薬密売相手のミスター・キングといった関係者も登場する。
怪盗プードリアン
表向きはペットショップとフルーツパーラーの美人経営者だが、夜な夜なプードルの装いで部下を引き連れて盗みを働く女泥棒。特技はメスのプードルになりきることで、どんな番犬をも惑わせることができ、姫野邸に忍び込んだ際はゴルゴを手玉に取った（が、気に入られすぎて犬小屋に連れ込まれてしまった）。二度目の登場で変態仮面から亀甲縛りの秘技を受けてあえなく御用となる。
文庫版の幕間では、本編には登場しなかったが、プードル衣装の下にドリアンのトゲトゲのようなパワーアップコスチュームを着ている構想があったことが語られている。
- 集英会や怪盗プードリアンの他にも、第1話で登場したナイフ投げに長けている銀行強盗や柔道6段の腕を持つ痴漢、ロッククライミングの腕の立つ下着泥棒、賽銭を盗むことに命をかける賽銭泥棒とそれを情けなく思う弟分などといった様々な悪党が登場し、変態仮面からお仕置きを受けている。

## 派生作品
これらの作品は単行本化されていないが、『帰ってきた変態仮面』と『HENTAI KAMEN S』は2016年に刊行された集英社オリジナル『HK 英雄帰還』に仮面座談会と併せて収録されている。

### 帰ってきた変態仮面
小林尽によるリメイク作品。
『ジャンプスクエア』2008年2月号に創刊記念特別読み切り第3弾として掲載された。狂介と愛子が離れ離れになった後のストーリーで、愛子に代わって新キャラクター「脇野新」が登場する。
同誌では、あんど慶周と小林尽の両者が変態仮面のコスプレをして行った仮面対談会が、写真付きで掲載された。この座談会は集英社ジャンプリミックスに完全版が収録されている。

### HENTAI KAMEN S -ヘンタイカメン セカンド-
映画公開に併せて『ジャンプスクエア』2013年5月号に掲載された新作読切。著者はあんど慶周。『帰ってきた』同様の時系列を舞台とし、拳法部の新マネージャーに纏わる騒動を描く。

### HENTAI KAMEN 0 -ヘンタイカメン ゼロ-
『画楽．mag』2015年7号・8号に前後編として掲載された新作読切。著者はあんど慶周。狂介の父・色丞張男を主人公に置き、狂介が産まれる前の時代を舞台とした変態仮面の起源（ルーツ）に迫るストーリー。

### 変態仮面
映画第2作公開に合わせて『ジャンプスクエア』2016年6月号に掲載された新作読切。原作（一部作画）あんど慶周、作画さいとー栄のコラボ作品。宇宙から来た謎の美少女に下着窃盗犯と間違われ、付け狙われる狂介の運命を描く。

## 書誌情報

### 単行本
1. 変態仮面 誕生!の巻 1993年5月 ISBN 4-08-871366-4
2. 嵐の新入部員!の巻 1993年7月 ISBN 4-08-871367-2
3. 究極のイナリ寿司!の巻 1993年9月 ISBN 4-08-871368-0
4. 我が名は天狗丸!の巻 1993年11月 ISBN 4-08-871369-9
5. いじめちゃ…いやの巻 1994年1月 ISBN 4-08-871370-2
6. 8年後の未来!の巻 1994年4月 ISBN 4-08-871100-9

### ジャンプ・リミックス
1. 2008年1月 ISBN 978-4-08-109538-4
2. 2008年2月 ISBN 978-4-08-109546-9
3. 2008年2月 ISBN 978-4-08-109553-7
4. 2008年3月 ISBN 978-4-08-109561-2

2013年4月に実写映画化を記念し重版。4冊とも表紙および内容の一部が異なる。

### 文庫版
2009年から2010年にかけて、集英社漫画文庫として刊行された。書名が「THE ABNORMAL SUPER HERO HENTAI KAMEN」と英語表記になっている。
第3巻・第4巻には、単行本未収録だった作者の読切作品が収録された。文庫版第5巻には、後日談となる120ページにおよぶ描き下ろしの新作エピソードと、『小栗旬のオールナイトニッポン』2009年12月30日放送で作者がサプライズゲストとして登場した時の模様を漫画化した描き下ろしが収録されている。
1. 2009年8月 ISBN 978-4-08-619016-9
2. 2009年8月 ISBN 978-4-08-619017-6
3. 2009年9月 ISBN 978-4-08-619018-3
4. 2009年9月 ISBN 978-4-08-619019-0
5. 2010年2月 ISBN 978-4-08-619037-4

### HK 英雄帰還
2016年の実写映画第2作に合わせて刊行された。キャストインタビュー、あんど慶周執筆の新規読み切り作品、それまで単行本に収録されていなかった派生作品の再録などで構成されている。
- 集英社オリジナル『HK 英雄帰還』 2016年5月14日発売

## 映画
2013年に『HK 変態仮面』のタイトルで実写映画化され、2016年に第2作『HK 変態仮面 アブノーマル・クライシス』が公開されている。